# Maladera senta
Maladera senta är en skalbaggsart som beskrevs av Brenske 1897. Maladera senta ingår i släktet Maladera och familjen Melolonthidae. Inga underarter finns listade i Catalogue of Life.